# بارتنگا گورا (استان پودلاسکی)
بارتنگا گورا (استان پودلاسکی) (به لهستانی:  Bartnia Góra) یک روستا در لهستان است که در گمینا فیلیپوو واقع شده‌است. بارتنگا گورا ۴۰ نفر جمعیت دارد.